# 大麦网
大麦网是中華人民共和國一家票務網站，由红马传媒（北京红马传媒文化发展有限公司）持有，总部位於北京市，成立于2003年。 其前身是1999年成立的中国票务在线。該網站主要出售藝人演出、體育賽事等門票。
红马传媒为优酷全资子公司，而优酷则是阿里巴巴的全资控股公司。2020年11月，北京红马传媒文化发展有限公司更名为北京大麦文化传媒发展有限公司。

## 批评与争议
大麥網多次因盲盒抢票、退票等糾紛被用戶起訴。
2023年7月，北京大麦文化传媒发展有限公司被指擅自出售演出门票，被广东省中山市文化广电旅游局行政处罚5000元，没收所得4776.6元。

## 另見
- 貓眼電影